# Mike Rendell
Michael Rendell (nacido en 1944, en Devon, Inglaterra, Reino Unido) es un político de las Islas Malvinas de origen británico y ex Royal Marine quien se desempeñó como miembro de la Asamblea Legislativa para el distrito de Camp desde 2005 hasta 2009. Rendell fue elegido como miembro del Consejo Legislativo, que era la antigua denominación la Asamblea Legislativa hasta la aplicación de la Constitución de 2009.
Rendell creció en Devon y se unió a la Royal Marine a los dieciséis años de edad, pasando a servir en el Special Boat Service. En la década de 1970 Rendell estaba estacionado en las Islas Malvinas como parte de la Naval Party 8901. Fue durante este tiempo que él conoció y se casó con la malvinense Phyl Oliver. Después de trabajar durante seis años en Arabia Saudita, Rendell regresó a las Malvinas en 1982, sirviendo como miembro de la Fuerza de Defensa de las Islas Malvinas. En 1987 se convirtió en miembro fundador del Desire the Right Party (uno de los pocos partidos políticos en la historia de las islas). El partido presentó cuatro candidatos en las elecciones generales de 1989, ninguno de los cuales fueron elegidos. Rendell era también un administrador del Museum and National Trust, presidió la Media Trust, y fue director de Seafish Limited.
Rendell fue elegido para el Consejo Legislativo en las elecciones generales de 2005, pero no se presentó a la reelección en las elecciones generales de 2009.